# اسپرسو
اسپرِسو (به ایتالیایی: Espresso) گونه‌ای قهوهٔ غلیظ است که در اوایل قرن بیستم در تورین ایتالیا ابداع شده‌است. اسپرسو با عبوردادن آب نزدیک به نقطۀ جوش، با فشار بسیار از میان پودر قهوه تهیه می‌شود. اسپرسو یک قهوه دارای غلظت بالاتری از مواد محلول و معلق جامد است. اسپرسو بیشتر به‌وسیلهٔ دستگاه اسپرسوساز عصاره‌گیری می‌شود.
اسپرسو را لوییجی بتزرا، صاحب یک شرکت تولیدی در سال ۱۹۰۳ اختراع کرد. ایدهٔ او وارد کردن فشار به فرایند دم‌کردن قهوه بود که زمان لازم برای دم‌کشیدن قهوه را کاهش می‌داد. او نام دستگاه جدیدش را ”دستگاه قهوهٔ اسپرسو” گذاشت. اسپرسو در ایتالیایی به معنای سریع است.
اسپرسو پایه برخی از نوشیدنی‌ها مانند کافه لاته، کاپوچینو، کافه ماکیاتو، کافه موکا و کافه آمریکانو است. در تهیۀ کاپوچینو حتماً اسپرسو را به‌کار می‌برند اما در تهیۀ کافه لاته این امر ناگزیر نیست. میزان کافئین موجود در اسپرسو در واحد حجم از سایر نوشیدنی‌ها بیشتر است و به این دلیل هم هست که بیشتر در مقیاس‌های کوچک سرو می‌شود. یک اسپرسو ۶۰ میلی‌لیتری دارای ۸۰ الی ۱۵۰ میلی‌گرم کافئین است درحالی‌که یک قهوه معمولی با حجم ۲۴۰ میلی‌لیتر داری ۹۵ الی ۲۰۰ میلی‌گرم کافئین است.
همچنین مصرف همزمان این قهوه با نوشابه انرژی‌زا به دلیل مقادیر زیاد کافئین می‌تواند فرد را دچار تپش قلب و استرس کند.

## فرایند آماده‌سازی

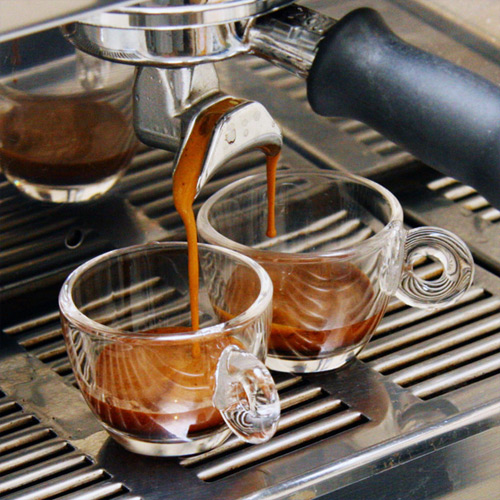
عصاره‌گیری اسپرسو با یک اسپرسوساز

اسپرسو با عبور آب بسیار داغ (حدود ۹۵ درجه سیلسیوس) که تحت فشار است از روی قهوه آسیاب و به‌هم فشرده‌شده درست می‌شود. هیچ استاندارد جهانی برای استخراج اسپرسو تعریف نشده‌است، قوری موکا (موکاپات) و دستگاه اسپرسوساز مهم‌ترین ابزارآلات برای تهیه این نوشیدنی می‌باشند. اما چند تعریف منتشر شده وجود دارد که سعی کرده‌اند تا در ارتباط با میزان و نوع پودر قهوه، دما و فشار آب و نرخ استخراج محدودیت‌هایی را ایجاد کنند.

## میزان برشته کردن اسپرسو
اسپرسو گونه‌ای دانه مخصوص یا سطح خاصی از برشته‌شدن نیست بلکه هر نوع دانه قهوه، با هر سطحی از برشتگی می‌تواند برای تولید یک اسپرسو معتبر مورد استفاده قرار گیرد. به‌طور مثال در نواحی جنوبی ایتالیا معمولاً از انواع بیشتر برشته شده (تیره‌تر) و هرچه رو به شمال می‌روید از انواع کمتر برشته شده (روشن‌تر) استفاده می‌شود و اگر هم به خارج ایتالیا بنگرید تنوع گسترده‌تری را مشاهده خواهید کرد.
پارامترهای فنی که توسط «انیستیتو ملی اسپرسوی ایتالیا» برای یک فنجان اسپرسو تأیید شده از سوی این انیستیتو مشخص شده‌است در جدول زیر آورده شده‌است
میزان کافئین موجود در قهوه رابطه مستقیمی با میزان رست قهوه دارد. به این شکل که هر چه رست قهوه تیره‌تر باشد، دانه قهوه میزان کافئین بالاتری دارد. معمولاً هر رست‌های تیره‌تر مزه‌های شکلاتی تر و تلخ تری دارند. قهوه‌های ایتالیایی معمولاً طعم‌های تلخ‌تر و رست‌های تیره‌تر و شکلاتی دارند.
بهترین زمان مصرف قهوه ۲ تا ۱۰ روز بعد از روست است. بعد از آن کیفیت قهوهٔ روست‌شده به سرعت پایین می‌آید. به همین دلیل باید قهوهٔ تازه‌روست‌شده را هر هفته سفارش دهید و به اندازه نیاز و مصرف‌تان تهیه کنید. قهوه باید در محیطی تاریک، خنک و خشک نگهداری شود. یخچال و فریزر ابداً محل مناسبی برای نگه‌داری قهوه نیست؛ مگر این‌که دمای محیط کافه بالای ۲۷ درجه سانتی‌گراد باشد.
| عنصر                        | پارامتر        |
| --------------------------- | -------------- |
| میزان پودر قهوه             | ۷ g ± ۰٫۵      |
| دمای خروجی آب               | ۸۸°C ± ۲°C     |
| دمای داخل فنجان             | ۶۷°C ± ۳°C     |
| فشار آب ورودی               | ۹ bar ± ۱      |
| زمان نفوذ                   | ۲۵ seconds ± ۵ |
| حجم داخل یک فنجان (شامل کف) | ۲۵ ml ± ۲٫۵    |